# Біллерика (Массачусетс)
Біллерика (англ. Billerica) — місто (англ. town) в США, в окрузі Міддлсекс штату Массачусетс. Населення — 42 119 осіб (2020).

## Демографія
Згідно з переписом 2010 року, у місті мешкали 40 243 особи в 14 034 домогосподарствах у складі 10 511 родини. Було 14481 помешкання
Расовий склад населення:
| - 90,2 % — білих - 5,5 % — азіатів - 2,1 % — чорних або афроамериканців - 0,1 % — корінних американців |

До двох чи більше рас належало 1,4 %. Частка іспаномовних становила 2,6 % від усіх жителів.
За віковим діапазоном населення розподілялося таким чином: 23,2 % — особи молодші 18 років, 64,6 % — особи у віці 18—64 років, 12,2 % — особи у віці 65 років та старші. Медіана віку мешканця становила 40,1 року. На 100 осіб жіночої статі у місті припадало 101,7 чоловіків;  на 100 жінок у віці від 18 років та старших — 99,3 чоловіків також старших 18 років.
Середній дохід на одне домашнє господарство  становив 110 005 доларів США (медіана — 99 453), а середній дохід на одну сім'ю — 118 769 доларів (медіана — 107 454). Медіана доходів становила 67 726 доларів для чоловіків та 52 911 долар для жінок. За межею бідності перебувало 4,3 % осіб, у тому числі 5,4 % дітей у віці до 18 років та 3,4 % осіб у віці 65 років та старших.
Цивільне працевлаштоване населення становило 23 776 осіб. Основні галузі зайнятості: освіта, охорона здоров'я та соціальна допомога — 21,4 %, науковці, спеціалісти, менеджери — 13,9 %, виробництво — 11,8 %, роздрібна торгівля — 10,8 %.